# 砂漠の獅子
『砂漠の獅子』（さばくのしし）は、原作・中里融司、作画・かたやままことによる日本の漫画。『ヤングアニマル』（白泉社）にて月1回、2009年No.3からNo.17まで8話が連載された。原作者の急逝により、連載は中途で終了となった。

## 単行本
『砂漠の獅子』 白泉社〈ジェッツコミックス〉 全1巻（未完）
1. 2009年10月29日発売、ISBN 978-4-592-14468-7